# Гінкго дволопатеве (Львів, вул. Коперника, 40)
Гі́нкго дволопа́теве — ботанічна пам'ятка природи місцевого значення в Україні. Зростає в межах міста Львова, на вул. Коперника, 40 (подвір'я школи № 9). 
Статус надано 20 березня 2018 року з метою збереження одного дерева реліктовий виду — ґінко дволопатеве, занесеного до Червоної книги України. 